# Carrie Snodgress
Caroline "Carrie" Snodgress (født 27. oktober 1945, død 1. april 2004) var en amerikansk tv- og skuespiller. Hun var bedst kendt for sin rolle som Tina Balser i Konen er gal, som hun blev nomineret til en Oscar for bedste kvindelige hovedrolle for og vandt en Golden Globe for bedste kvindelige hovedrolle - musical eller komedie samt "Bedste nye kvindelige stjerne".

## Karriere
Snodgress blev født i Barrington, Illinois. Hun studerede ved Northern Illinois University og senere på Goodman School of Drama i Chicago. I Chicago spillede hun flere skuespil, herunder Tartuffe, Oh What a Lovey War!, All Way Home og Ceasar og Cleopatra. Efter at have vundet en Sarah Siddon Award for en af hendes roller blev hun optaget af en Hollywood-filmproducenter og underskrev en syv-årig kontrakt med Universal Studios.
Efter at have spillet gæstroller i tv-shows som The Virginian og Marcus Welby M.D. fik hun sin første filmrolle i Rabbit, Run. Hendes anden filmrolle i Konen er gal blev hendes store gennembrud og hun blev nomineret til en Oscar for bedste kvindelige hovedrolle og vandt to Golden Globe Awards.
Neil Young kontaktede hende efter at have set filmen, og de dannede snart par. Snodgress forlod Hollywood og afbrød sin kontrakt med Universal for at ledsage Young på en af sine turné. I 1972 fik de sønnen Zeke, som blev født med en CP-skade. Snodgress kom ikke tilbage til skuespillet, før hun og Young skiltes i 1977. Det følgende år kom hendes comeback på filmlærredet med Brian De Palmas Den hemmelige kraft. Hun blev tilbudt rollen som Adrian i Rocky, men takkede nej, da hun følte at lønnen ikke var god nok.
Derefter fulgte nogle filmroller i blandt andet Clint Eastwoods Pale Rider og Murphy's law, men Snodgress arbejdede hovedsageligt med teater og tv. Hun medvirkede blandt andet i stykket The Manchurian Patience og gæstede i serier som Arkiv X, Chicago Hope, Cityacuten og Det Hvide Hus.
Carrie Snodgress blev indlagt i Los Angeles for at gennemgå en levertransplantation, men hun døde som følge af hjertesvigt den 1. april 2004.

## Privatliv
Efter forholdet med Young sluttede fandt Snodgress sammen med filmkomponisten Jack Nitzsche. I 1979 anmeldte hun Nitzsche efter at have brudt ind i hendes hjem og truede hende med en pistol. Nitzsche erklærede sig skyldig og idømt til en bøde og tre års fængsel.
I 1981 giftede hun sig med kunstneren Robert Jones, men ægteskabet endte i skilsmisse et par år senere.

## Filmografi
- 1970 – Rabbit, Run
- 1970 – Konen er gal
- 1978 – Den hemmelige kraft
- 1980 – The Attic
- 1982 – Privattimer
- 1982 – Trick or Treats
- 1983 – A Night in Heaven
- 1985 – Pale Rider
- 1985 – Rainy Day Friends
- 1986 – Murphy's law
- 1988 – Blueberry Hill
- 1989 – Chill Factor
- 1990 –  Across the Tracks
- 1993 – The Ballad of Little Jo
- 1994 –  8 Seconds
- 1994 – Blue Sky
- 1995 – Hvid mands byrde
- 1997 – Up Above the World
- 1998 – Wild Things
- 1999 – A Stranger in the Kingdom
- 2000 – In the Light of the Moon
- 2001 – Bartleby
- 2001 – Vampires of the Desert